# Leicester Square (stacja metra)
Leicester Square – stacja metra londyńskiego położona w dzielnicy City of Westminster. Została otwarta w roku 1906

, a obecnie stanowi punkt przesiadkowy między Piccadilly line a Northern Line. Posiada cztery perony. Co roku korzysta z niej ok. 38,7 mln pasażerów. Znajduje się w pierwszej strefie biletowej.